# Família Record
Família Record (originalmente chamado de Hoje em Dia Especial de Natal entre 2006 e 2013) é um especial de fim de ano da Record que estreou em 2006. O programa consiste basicamente em um amigo secreto realizado entre apresentadores, jornalistas e atores da emissora em meio a uma festa de confraternização.

## História
Em 2006 Vildomar Batista criou um quadro no programa Hoje em Dia baseado no tradicional amigo secreto das empresas, o qual foi batizado como Hoje em Dia Especial de Natal. A versão, porém, era elaborada com artistas, reunindo parte do elenco principal de toda a Rede Record e integrando assim jornalistas, atores e apresentadores em um mesmo especial. Originalmente era apresentado por Ana Hickmann, Britto Júnior e Edu Guedes, os mesmos do Hoje em Dia. Pela boa recepção do público, o especial fixou-se na grade de programação de final de ano do canal, sendo exibido anualmente no dia de Natal, 25 de dezembro, e tendo as gravações acontecidas dias antes. Em 2007, após a separação de Edu Guedes, Eliana não compareceu ao programa, enviando apenas um vídeo sobre seu sorteado, enquanto em 2008 recusou o convite para participar, evitando encontrar o ex-marido. Em 2009 ganhou uma segunda versão no mesmo ano, sendo apresentado por Amanda Françozo na véspera de Ano Novo e trazendo um outro time de apresentadores e jornalistas do canal.
Em 2014 o especial deixou de ser apenas um quadro do Hoje em Dia e passou a ser um programa independente gravado no Teatro Record, exibido a partir de então no horário nobre da emissora e com uma plateia presente, além de trazer números musicais. Além disso, o especial foi renomeado para Família Record. Naquele ano foi exibido em 22 de dezembro sob a apresentação de Celso Zucatelli, Chris Flores e Edu Guedes. Já em 2015 foi apresentado por Sabrina Sato e Gugu Liberato e exibido em 22 de dezembro.
Em 2019 o especial Família Record foi apresentado por Sabrina Sato. Estiveram presente novos participantes, entre eles os jornalistas Eduardo Ribeiro e Salcy Lima, a atriz Day Mesquita e os atores, Felipe Cunha e Rafael Sardão.
O programa também contou com uma homenagem para os apresentadores falecidos: Gugu Liberato, Paulo Henrique Amorim e Wagner Montes. No ano de 2020 devido a pandemia do novo Coronavírus, o programa exibiu relatos de superação, mudanças transformadoras dentro de lares brasileiros e casos bem emocionantes de ajuda ao próximo. O especial mostrou trajetórias que merecem a homenagem dos profissionais da emissora, embora nem todas as histórias estejam relacionadas diretamente com a pandemia. Neste novo formato estiveram novos nomes da emissora como Carolina Ferraz, Christina Lemos, Petrônio Gontijo e Wellington Muniz. Para o ano de 2021, o especial contou com a apresentação de Carolina Ferraz e Igor Rickli.
Em 2023, o especial foi em celebração aos 70 anos da Record. Para isso, o canal reuniu a maioria do seu elenco, além de ex-funcionários como Sabrina Sato e Xuxa, ex-A Fazenda como Luiza Ambiel e Rachel Sheherazade e ex-A Grande Conquista como Alexandre Suita, Erick Ricarte e Thiago Servo. Gugu Liberato foi homenageado durante o programa, sendo representado pela sua mãe, Maria do Céu. Tom Cavalcante foi o apresentador da festa, marcando também o seu retorno à Record após 12 anos de passagem na emissora.

## Audiência
A edição de 2015 alcançou a liderança na audiência, marcando 12 pontos de média contra 10 da concorrente.
| Ano  | Média |
| ---- | ----- |
| 2014 | 7,4   |
| 2015 | 10,3  |
| 2016 | 11,0  |
| 2017 | 7,8   |
| 2018 | 8,4   |
| 2019 | 6,6   |
| 2020 | 5,2   |
| 2021 | 5,6   |
| 2022 | 3,9   |

## Quem tirou quem?

### Família Record 2022
O sorteio começou com a novata do Família Record, Mariana Godoy com pouco mais de um ano no Fala Brasil iniciou a troca de presentes ao tirar Ticiane Pinheiro. A apresentadora do Hoje em Dia – onde nasceu o tradicional amigo secreto – tirou Adriane Galisteu. A fazendeira da Record tirou Celso Zucatelli, que já havia participado de edições em anos anteriores.Ex-Hoje em dia, Zucatelli tirou Renata Alves que atualmente comanda a revista eletrônica matinal da Record TV. O inusitado foi o presente recebido por Renata, ela ganhou a mesma sandália que Galisteu, porém na cor branca. Alves tirou a ex-peoa e atriz do canal, Jakelyne Oliveira. A atriz tirou a apresentadora Ana Hickmann. O jornalista Eduardo Ribeiro foi o amigo secreto de Ana. Ribeiro sorteou César Filho, que foi o último sorteado da noite de terça. Entre brincadeiras, músicas e até presente inusitado, os apresentadores do especial encerram a primeira noite com suspense de quem César Filho havia tirado como amigo secreto. Na noite seguinte, o Família Record voltou com mais apresentações musicais, interação com a plateia e brincadeira entre os artistas da emissora. O apresentador do Hoje em Dia voltou ao palco para revelar quem tirou no amigo secreto e Rodrigo Faro foi o sorteado. Após brincadeiras na troca de presentes entre César e Faro, o apresentador dos domingos da Record TV revelou ter tirado o ator Miguel Coelho, que caiu nas lágrimas após às falas de Rodrigo. Coelho tirou a jornalista Mariana Godoy, que abriu a troca de presentes na noite anterior. Com isso o sorteio foi para o telão e Sérgio Aguiar – que foi remanejado recentemente para o Domingo Espetacular – continuou a trocar os presentes e Luiz Bacci era seu amigo secreto.
Faltando quatro artistas para serem sorteados, Bacci revelou ter tirado o ator Cirilo Luna. Por sua vez, Luna sorteou a atriz Paloma Bernardi. Mariana Rios, era a amiga secreta de Paloma. Encerrando as revelações e troca de presentes da noite, sobrou o jornalista Sérgio Aguiar para ser presenteado e foi para ele que Rios deu o presente.

### Família Record 2021
- Felipe Bronze tirou Roberto Cabrini e o presenteou com raquete de tênis;
- Roberto Cabrini tirou Angelo Paes Leme e o presenteou com uma roupa típica do Afeganistão, um livro de Cabrini e um sapato Gucci;

- Angelo Paes Leme tirou Sabrina Sato e a presenteou com um vestido e um colar;
- Sabrina Sato tirou Cesar Filho e o presenteou com uma sunga e com malas;
- Cesar Filho tirou Ana Hickmann e a presenteou com uma cadeira personalizada;

- Ana Hickmann tirou Ticiane Pinheiro e a presenteou com uma sandália e um jantar romântico;
- Ticiane Pinheiro tirou Igor Rickli e o presenteou com um avental, ferramentas e um sapatono Família Record 2021;
- Igor Rickli tirou Adriane Galisteu e a presentou com um tênis Gucci.
- Adriane Galisteu tirou Sérgio Aguiar e deu um óculos, um fim de semana na praia do forte e um doce natalino;
- Sérgio Aguiar tirou Felipe Bronze e o presenteou com uma roupa esportiva e uma prancha;
- Rodrigo Faro foi sorteado e recomeçou a brincadeira. Ele tirou Adriana Garambone e a presenteou com um vestido e um maiô;
- Adriana Garambone tirou Juliano Laham e o presenteou com uma panificadora;
- Juliano Laham tirou Christina Lemos e a presenteou com um brinco;
- Christina Lemos tirou Rodrigo Faro e o presentou com uma jaqueta;
- Carolina Ferraz tirou Carlo Porto e deu um quadro com uma foto;
- Carlo Porto tirou Luiz Bacci e deu dois quadros;
- Luiz Bacci tirou Renata Alves e a presenteou com uma rasteirinha;
- Renata Alves tirou Carolina Ferraz e a presenteou com uma bolsa e peças artesanais feitas no nordeste.

### Família Record 2019
- Bacci tirou Felipe Cunha e deu um tênis;
- Felipe Cunha tirou Edu Ribeiro e deu obra de arte e livros;
- Edu Ribeiro tirou Ticiane Pinheiro de deu um kit com vários itens;
- Ticiane Pinheiro tirou Gugu e enviou uma obra de arte para a família;
- Gugu tirou Mion e deu um boneco colecionável para ele;
- Mion tirou Ana Hickmann e deu uma joia;
- Ana Hickmann tirou Day Mesquita e deu um vestido;
- Day tirou Salsy Lima e deu um relógio;
- Salsy tirou Adriana e deu um quadro;
- Adriana Araújo tirou Bacci e deu uma mochila.
- Rodrigo Faro deu uma cafeteira para Felipe Bronze;
- Felipe Bronze deu uma experiência de parapente em Jericoacoara para Xuxa;
- Xuxa tirou Milena e deu chocolates, jaqueta, bota e outros objetos;
- Milena deu um colar para Sabrina;
- Sabrina tirou Camila;
- Camila tirou Rafael e deu uma pulseira;
- Rafael deu quadro para Renata Alves;
- Renata deu baquetas para Roberta;
- Roberta deu kit youtuber para César Filho;
- César Filho deu um boneco do homem de ferro Geraldo Luís;
- Geraldo Luís deu boneco para Rodrigo Faro.

## Edições
| Ano  | Apresentadores                                           | Participantes | Exibição            |
| ---- | -------------------------------------------------------- | --- | ------------------- |
| 2006 | Ana Hickmann Britto Júnior Edu Guedes                    | - Adriana Araújo - Adriana Reid - Ana Hickmann - Bianca Rinaldi - Britto Júnior - Celso Freitas - Dudu Braga - Edu Guedes - Eliana - Janine Borba - Lorena Calábria - Luciana Liviero - Luciano Faccioli - Mara Maravilha - Marcos Hummel - Maria Cândida - Milton Neves - Patrícia Maldonado - Paulo Henrique Amorim - Tom Cavalcante | 25 de dezembro      |
| 2007 | Ana Hickmann Britto Júnior Edu Guedes                    | - Adriana Araújo - Adriana Reid - Ana Hickmann - Bianca Rinaldi - Britto Júnior - Celso Freitas - Chris Flores - Dudu Braga - Edu Guedes - Eliana - Janine Borba - Lorena Calábria - Luciana Liviero - Luciano Faccioli - Márcio Garcia - Marcos Hummel - Milton Neves - Maria Cândida - Paulo Henrique Amorim - Renata Dominguez - Tom Cavalcante                                                                                           | 24 de dezembro      |
| 2008 | Ana Hickmann Britto Júnior Edu Guedes                    | - Adriana Araújo - Adriana Reid - Álvaro Garnero - Ana Hickmann - Britto Júnior - Caroline Bittencourt - Celso Cavallini - Celso Zucatelli - Chris Flores - Débora Vilalba - Edu Guedes - Fabiana Scaranzi - Geraldo Luís - Marcos Hummel - Mariana Leão - Luciano Faccioli - Luciana Liviero - Maria Cândida - Roberto Justus - Rodrigo Faro - Tom Cavalcante - Ticiane Pinheiro                                                            | 24 de dezembro      |
| 2009 | Celso Zucatelli Chris Flores Edu Guedes Gianne Albertoni | - Adriana Garambone - Ana Hickmann - Ana Paula Padrão - Britto Júnior - Bruno Ferrari - Edu Guedes - Carla Cecato - Celso Freitas - Celso Zucatelli - Chris Flores - Geraldo Luís - Gianne Albertoni - Giselle Itié - Janine Borba - João Doria Jr. - Juan Alba - Luciano Faccioli - Luciana Liviero - Marcelo Serrado - Marcos Mion - Marcos Hummel - Mariana Leão - Mylena Ciribelli - Paulo Henrique Amorim - Roberta Piza - Rodrigo Faro | 24 de dezembro      |
| 2009 | Amanda Françozo                                          | Em 2009 houve uma segunda edição no Ano Novo com outros artistas. - Adriana Reid - Amanda Françozo - Celso Zucatelli - Débora Santilli - Eduardo Ribeiro - Gustavo Sarti - Mauro Ribeiro - Reinaldo Gottino - Thalita Oliveira - Ticiane Pinheiro | 31 de dezembro      |
| 2010 | Celso Zucatelli Chris Flores Edu Guedes Gianne Albertoni | - Ana Hickmann - Ana Paula Padrão - Britto Júnior - Celso Freitas - Celso Zucatelli - Chris Flores - Edu Guedes - Fabiana Scaranzi - Fernando Pavão - Gianne Albertoni - Gugu Liberato - Janine Borba - Marcos Mion - Mylena Ciribelli - Marcos Hummel - Mel Lisboa - Roberta Piza - Rodrigo Faro - Thalita Oliveira - Tina Roma - Tom Cavalcante                                                                                            | 24 de dezembro      |
| 2011 | Celso Zucatelli Chris Flores Edu Guedes Gianne Albertoni | - Ana Paula Padrão - Britto Júnior - Carla Cecato - Celso Freitas - Celso Zucatelli - Chay Suede - Chris Flores - Edu Guedes - Fabiana Scaranzi - Gianne Albertoni - Gugu Liberato - Guilherme Berenguer - Janine Borba - Marcos Mion - Marcos Hummel - Mel Fronckowiak - Mylena Ciribelli - Renata Dominguez - Roberta Piza - Roberto Justus - Rodrigo Faro - Thaís Fersoza - Thierry Figueira - Ticiane Pinheiro                           | 23 de dezembro      |
| 2012 | Celso Zucatelli Chris Flores Edu Guedes                  | - Adriana Araújo - Adriana Reid - Ana Paula Padrão - Angelo Paes Leme - Bianca Rinaldi - Cássio Reis - Celso Freitas - Celso Zucatelli - Chris Flores - Edu Guedes - Fernando Pavão - Geraldo Luís - Gugu Liberato - Larissa Maciel - Mylena Ciribelli - Janine Borba - Roberto Justus - Roberta Piza - Rodrigo Faro - Victor Pecoraro | 24 de dezembro      |
| 2013 | Celso Zucatelli Chris Flores Edu Guedes                  | - Ana Hickmann - Betty Lago - Britto Júnior - Carla Cabral - Carla Cecato - Celso Freitas - Celso Zucatelli - Chris Flores - Edu Guedes - Janine Borba - Jussara Freire - Marcelo Rezende - Marcos Mion - Mylena Ciribelli - Rafael Cortez - Roberta Piza - Roberto Justus - Rodrigo Faro - Ticiane Pinheiro - Vitor Hugo | 24 de dezembro      |
| 2014 | Celso Zucatelli Chris Flores Edu Guedes                  | - Adriana Araújo - Ana Hickmann - Ângelo Paes Leme - Britto Júnior - Celso Zucatelli - César Filho - Chris Flores - Denise Del Vecchio - Edu Guedes - Janine Borba - Juliana Silveira - Geraldo Luís - Giselle Itié - Guilherme Winter - Marcelo Rezende - Marcos Mion - Milhem Cortaz - Mylena Ciribelli - Roberta Piza - Roberto Justus - Rodrigo Faro - Sabrina Sato - Thalita Oliveira - Ticiane Pinheiro                                | 16 e 23 de dezembro |
| 2015 | Sabrina Sato Gugu Liberato                               | - Ana Hickmann - Camila Rodrigues - Carla Cecato - Celso Freitas - Celso Russomanno - César Filho - Chris Flores - Domingos Meirelles - Geraldo Luís - Gugu Liberato - Janine Borba - Luiz Bacci - Marcelo Rezende - Marcos Mion - Mylena Ciribelli - Paulo Henrique Amorim - Renata Alves - Roberta Piza - Roberto Justus - Rodrigo Faro - Sabrina Sato - Sidney Sampaio - Thalita Oliveira - Ticiane Pinheiro - Xuxa                       | 22 de dezembro      |
| 2016 | Camila Rodrigues Sérgio Marone                           | - Adriana Araújo - Adriana Garambone - Ana Hickmann - Ângelo Paes Leme - César Filho - Dudu Azevedo - Fábio Porchat - Geraldo Luís - Gugu Liberato - Igor Rickli - Janine Borba - Luiz Bacci - Marcelo Rezende - Marcos Mion - Milena Toscano - Mylena Ciribelli - Renata Alves - Roberta Piza - Roberto Justus - Rodrigo Faro - Sabrina Sato - Ticiane Pinheiro - Xuxa                                                                      | 20 e 22 de dezembro |
| 2017 | Fábio Porchat Sabrina Sato                               | - Adriana Araújo - Ana Hickmann - Buddy Valastro (em vídeo) - Camila Rodrigues - César Filho - Dudu Azevedo - Fábio Porchat - Gabriel Gracindo - Geraldo Luís - Gugu Liberato - Janine Borba - Luiz Bacci - Marcos Mion - Mylena Ciribelli - Paloma Bernardi - Renata Alves - Roberta Piza - Roberto Justus - Rodrigo Faro - Sabrina Sato - Ticiane Pinheiro - Xuxa (em vídeo)                                                               | 19 e 21 de dezembro |
| 2018 | Ana Hickmann Rodrigo Faro                                | - Adriana Araújo - Adriana Garambone - Ana Hickmann - Carla Cecato - César Filho - Felipe Bronze - Geraldo Luís - Gugu Liberato - Igor Rickli - Marcos Mion - Mylena Ciribelli - Renata Alves - Reinaldo Gottino - Roberta Piza - Rodrigo Faro - Sabrina Sato (em vídeo) - Samara Felippo - Thalita Oliveira - Ticiane Pinheiro - Xuxa - Zé Carlos Machado                                                                                   | 18 e 20 de dezembro |
| 2019 | Sabrina Sato                                             | - Adriana Araújo - Ana Hickmann - Camila Rodrigues - César Filho - Day Mesquita - Eduardo Ribeiro - Felipe Bronze - Felipe Cunha - Geraldo Luís - Luiz Bacci - Marcos Mion - Mylena Ciribelli - Rafael Sardão - Renata Alves - Roberta Piza - Rodrigo Faro - Sabrina Sato - Salcy Lima - Ticiane Pinheiro - Xuxa | 17 e 19 de dezembro |
| 2020 | Sabrina Sato                                             | - Adriana Garambone - Ana Hickmann - Ângelo Paes Leme - Christina Lemos - Carolina Ferraz - César Filho - Felipe Bronze - Geraldo Luís - Luiz Bacci - Marcos Mion - Petrônio Gontijo - Renata Alves - Rodrigo Faro - Sabrina Sato - Ticiane Pinheiro - Wellington Muniz | 24 de dezembro      |
| 2021 | Carolina Ferraz Igor Rickli                              | - Adriana Garambone - Adriane Galisteu - Ana Hickmann - Ângelo Paes Leme - Carolina Ferraz - Carlo Porto - César Filho - Christina Lemos - Felipe Bronze - Igor Rickli - Juliano Laham - Luiz Bacci - Renata Alves - Roberto Cabrini - Rodrigo Faro - Sabrina Sato - Sérgio Aguiar - Ticiane Pinheiro | 20 e 21 de dezembro |
| 2022 | Mariana Rios Miguel Coelho                               | - Adriane Galisteu - Ana Hickmann - Celso Zucatelli - Cesar Filho - Cirillo Luna - Eduardo Ribeiro - Jakelyne Oliveira - Luiz Bacci - Mariana Godoy - Mariana Rios - Miguel Coelho - Paloma Bernardi - Renata Alves - Rodrigo Faro - Sergio Aguiar - Ticiane Pinheiro | 20 e 21 de dezembro |
| 2023 | Tom Cavalcante                                           | - Adriane Galisteu - Ana Hickmann - André Bankoff - Carlo Porto - Celso Zucatelli - Cesar Filho - Christina Lemos - Eduardo Ribeiro - Felipe Araújo - Guilherme Dellorto - Luiz Bacci - Joelma - Mariana Godoy - Mariana Rios - Renata Alves - Rodrigo Faro - Sergio Aguiar - Ticiane Pinheiro - Tom Cavalcante | 25 e 26 de dezembro |
| 2024 | Rodrigo Faro                                             | - Adriane Galisteu - Ana Hickmann - Carolina Ferraz - Celso Zucatelli - Eduardo Ribeiro - Luiz Bacci - Mariana Godoy - Nathalia Florentino - Paloma Tocci - Renata Alves - Ricky Tavares - Rachel Sheherazade - Rodrigo Faro - Sergio Aguiar - Ticiane Pinheiro - Tom Cavalcante | 23 de dezembro      |